# Leonhard Frank
Leonhard Frank (Würzburg, 4 settembre 1882 – Monaco di Baviera, 18 agosto 1961) è stato uno scrittore tedesco.

## Biografia
Nato in una famiglia povera, Leonhard Frank studia pittura e arti grafiche dal 1904 al 1910 a Monaco. Nel 1914 vince il premio Fontane per Die Räuberbande, il suo primo romanzo.
Pacifista convinto, si oppone alla guerra e in un bar a Berlino schiaffeggia un giornalista socialdemocratico, Felix Stössinger che ha descritto come "il più grande atto eroico della storia dell'umanità l'affondamento della nave Lusitania da parte di un sottomarino tedesco ed è proprio in seguito a questo atto che si trova costretto a riparare in Svizzera fino al 1918. Qui scrive la raccolta di novelle pacifiste Der Mensch ist gut pubblicata in Svizzera nel 1917.
Torna in Germania alla fine della Prima Guerra mondiale. Vince il premio Kleist nel 1918 per Die Ursache. Negli anni Venti, inizia ad avere successo e Willy Haas lo descriverà come uno degli uomini più eleganti di Berlino, che viaggia su auto sportive, accompagnato da una bellissima donna.
Dopo la salita al potere di Hitler, nel 1933, il suo nome figura nella lista degli scrittori proibiti dal regime. Emigra a Zurigo, poi a Parigi nel 1937. 
Internato in Francia nel 1940, come molti emigrati tedeschi, riesce a lasciare il paese dopo un'evasione da un campo di internamento, passa dal Portogallo e poi si reca a Londra per raggiungere quindi gli Stati Uniti. 
Torna a Monaco nel 1952. Muore qui nel 1961. 

## Opere

### Romanzi
- Die Räuberbande, 1914 (Traduzione italiana in: I masnadieri, Mondadori, 1934)
- Der Bürger, 1924
- Das Ochsenfurter Männerquartett, 1927 (Inserito nel volume I masnadieri, Mondadori, 1934[4])
- Bruder und Schwester, 1929
- Von drei Millionen drei, 1932
- Traumgefährten, 1936
- Mathilde, 1948
- Die Jünger Jesu, 1947
- Links wo das Herz ist, (romanzo autobiografico) 1952

### Racconti e novelle
- Die Ursache, 1915 (traduzione italiana L'origine del male in L.Frank, L'uomo è buono, Del Vecchio Editore, 2014, a cura di Paola Del Zoppo)
- Der Mensch ist gut, 1917 (traduzione italiana: L'uomo è buono, in L'uomo è buono, Del Vecchio Editore, 2014, a cura di Paola Del Zoppo)
- Der Vater, 1918
- Die Mutter, 1919
- An der Landstraße, 1925

- Die Schicksalsbrücke, 1925, contiene i racconti Der Beamte e Zwei Mütter
- Im letzten Wagen, Rowohlt, 1925.
- Absturz, Reclam, 1929; pubblicato nel 1925 con il titolo Im letzten Wagen da Rowolt.
- Karl und Anna, 1926 (Traduzione italiana: Carlo e Anna, Sperling, 1932: Karl e Anna, trad. it. di Nancy Ceravolo, in Seduzione e ritorno, Del Vecchio Editore, 2022)
- Der Streber, 1928
- Die Entgleisten ,1929
- Deutsche Novelle, 1954 (trad. it. Novella tedesca, di Paola Del Zoppo, in Seduzione e ritorno, Del Vecchio Editore, 2022)
- Das Portrait, 1954
- Berliner Liebesgeschichte, 1955
- Michaels Rückkehr, 1957 (trad. it. Il ritorno di Michael, tradotto da Nadia Centorbi, in Seduzione e ritorno, Del Vecchio Editore, 2022)
- Kurzgeschichten, 1961
- Kurzgeschichten, 1961 (Contiene i racconti Der Hut, Fünf Pfennige, Katholizismus, Der Erotomane und die Jungfrau, Die Flucht, Liebe im Nebel, Ein unerklärliches Erlebnis)

### Teatro
- Die Ursache, (Bühnenfassung) 1929
- Karl und Anna, (Bühnenfassung) 1929
- Hufnägel, 1930
- Der Außenseiter, 1937
- Maria, 1939
- Die Kurve 1955
- Die Hutdynastie, 1955
- Baccarat, 1957
- Ruth, 1960

## Adattamenti cinematografici
Adattamenti dalle opere letterarie
- 1928: Heimkehr  – dalla novella Karl und Anna
- 1928: Die Räuberbande  – da Die Räuberbande
- 1931: Niemandsland
- 1947: Desire Me (Desiderami)  – dalla novella Karl und Anna
- 1958: Der Prozeß wird vertagt  – dalla Novelle Michaels Rückkehr
- 1963: Die Ursache (DDR)  – da Die Ursache (1915)
- 1964: Chronik eines Mordes  – da Die Jünger Jesu
- 1972: Deutsche Novelle (BRD)  – da Deutsche Novelle (1954)
- 1974: Die Kurve (DDR)  – da Hufnägel (1930)
- 1976: Der Mörder (DDR) – da Die Ursache (1915)
- 1978: Das Männerquartett (BRD)  – da Das Ochsenfurter Männerquartett
- 1979: Ende vom Lied  – Film TV in due parti: prima parte: Ochsenfurter Männerquartett; seconda parte Von drei Millionen drei
- 1980: Der Mörder (BRD) – da Die Ursache (1915)
- 1984: Die Frau und der Fremde  – dalla novella Karl und Anna

Sceneggiatura
- 1931: Der Mörder Dimitri Karamasoff

## Premi e riconoscimenti
- 1914: Theodor-Fontane-Preis per Die Räuberbande
- 1918: Premio Kleist per Der Mensch ist gut (attribuito nel 1920)
- 1928: Membro della sezione di arte narrativa della Preußische Akademie der Künste
- 1950: Membro della Deutsche Akademie für Sprache und Dichtung
- 1952: Placca d'argento della città di Würzburg
- 1953: Preis der Stadt Nürnberg
- 1955: Premio nazionale della DDR (I.Klasse) delle arti e delle lettere
- 1957: Croce al valore della Repubblica Federale Tedesca
- 1957: Dottorato Honoris Causa Università Humboldt (Berlino Est)
- 1960: Medaglia Tolstoi